# Наноропс
Наноропс, или Нанноропс (лат. Nannorrhops; от др.-греч. νάννος, nannos — карлик и ῥώψ, rhops — куст), — род растений семейства Пальмовые (Arecaceae).

## Виды и их распространение
Род включает 2 вида:
- Nannorrhops baluchestanica Khodash. — юго-восточный Иран (провинция Белуджистан)[4]
- Nannorrhops ritchieana (Griff.) Aitch. typus[1] — Наноропс Ритчи, или пальма мазари — от южной Аравии до северо-западной Индии[2]